# Kubicza Pál
Nemeskürthi Kubicza Pál (Alsószernye, 1816. október 25. – Ivánháza, 1893. május 30.) valóságos belső titkos tanácsos, Trencsén vármegye főispánja, főrendiházi tag.

## Élete
Apja Kubicza István (1783–1850) földbirtokos, az Erdődy grófi család ügyésze, táblabíró, édesanyja kis-zsirai Sirchich Krisztina (1794–1862). Testvérei nem születtek.
A Nyitrai Piarista Gimnáziumban tanult, majd Trencsénben és a Pozsonyi Királyi Jogakadémián végzett. 1837-ben Komárom vármegye alispánja mellett volt gyakorlaton, majd a pesti Királyi Táblán Szőgyény László nádori főjegyző oldalán is jurátuskodott. 1838. augusztus 18-án ügyvédi oklevelet szerzett. Trencsénben két évig mint tiszteletbeli vármegyei-, azután valóságos aljegyző, később főjegyző működött. 1847-ben Trencsén vármegye ellenzéki követe az utolsó rendi országgyűlésen Pozsonyban, ahol felszólalt a magyar nemzeti színek mellett.
1848 áprilisától másodalispán, majd 1848. június 20-tól mint Trencsén város és kerület képviselője Budapestre került a képviselőházba, melyet Debrecenbe is követett. A világosi fegyverletétel után bujdosott és 1850. július 20-án jelentkezett a pesti haditörvényszék előtt, melynek keresetét 1850-ben a király megszüntette. Egy ideig visszavonultan a birtokain gazdálkodott.
1861-től első alispán, 1865-től újból képviselő. 1867-ben Trencsén vármegye főispánja lett, mely állást 1890 decemberéig töltötte be. Főispánként a főrendiház választott tagja volt, s 1869–1872 között annak jegyzői hivatalát is viselte.
Józan hazafi, a magyarság buzgó előmozdítója volt. Nem nősült meg. 1893. június 2-án temették Ivánházán, ahol a szertartást Pongrácz Adolf prépost végezte.

## Elismerései
- Lipót-rend
- Szent István-rend kiskeresztje
- Ferenc József-rend nagykeresztje
- Valóságos belső titkos tanácsosi cím[4]